# Länsväg 223
Länsväg 223 går mellan Nyköping (vid E4) - Björnlunda (riksväg 57) - Mariefred. Den är 68 km lång.
Vägen går i Södermanlands län. Dess sträckning följer delvis den gamla Eriksgatan i nord-sydlig riktning genom östra Sörmland. Länsväg 223 har huvudsakligen en regional och lokal betydelse.

## Anslutningar
Den ansluter till:
- E4
- Riksväg 57
- E20

## Historia
Vägen har haft numret 223 sedan 1940-talet när vägnummer infördes. Några ändringar har gjorts nära ändarna. Vägen förlängdes från E3 (nu E20) till Mariefred 1962 och fick ändrad infart till Nyköping omkring 2000. Förutom ändringarna nära ändarna, går vägen i exakt samma sträckning som på 1940-talet, inget nybygge har alltså gjorts.